# Vacanze d'amore (film 1955)
Vacanze d'amore è un film del 1955 diretto da Jean-Paul Le Chanois e Francesco Alliata.

## Trama
In Sicilia, viene creato uno dei primi villaggi vacanze sul modello francese. Giovani francesi incontrano la realtà dei loro coetanei siciliani che, a loro volta, entrano in contatto con gli stranieri. I due gruppi fanno amicizia e nascono storie d'amore più o meno durature. Un giovane architetto francese si innamora e decide di lasciare la fidanzata parigina.

## Produzione
Il film è stato girato nell'allora Village Magique di Cefalù, che era un prototipo dei primi villaggi vacanze francesi che si chiameranno poi Club Méditerranée.